# Электролуч (Москва)
«Электролуч» — комплекс зданий между Большой и Малой Пироговской улицами Москвы, общей площадью около 35 000 м² на территории 2 га. Почтовый адрес — Большая Пироговская улица, дом 27.

## История

Казённый винный склад № 3.1901 год

На рубеже XIX и XX веков в рамках реформы Витте («Винная монополия»), по всей стране создавались «Казённые винные склады» — так тогда называли нынешние ликёроводочные заводы. Индивидуальные производители обязаны были также сдавать произведённую водку на эти склады, где она разливалась и продавалась. Их было построено около 150, и все по единому плану, в едином стиле.
В 1899 году по проекту архитектора Александра Ивановича Роопа между улицами Большая Пироговская и Малая Пироговская (по Большой Пироговской — дом 27, по Малой Пироговской-дом 10) был сооружён казённый винный склад № 3.
Этот комплекс зданий — классический образец промышленной архитектуры начала XX века, так называемой архитектуры эклектики. Все здания выполнены из красного кирпича (добротный красный кирпич, всё сделано — «на века»), с арочными окнами, псевдобашенками и другими стилизованными фигурами. На фасадах зданий сделаны псевдоокна в виде бутылок. Комплекс из четырёх трёхэтажных зданий был обнесён кирпичным забором из красного кирпича, выполненный в едином стиле со зданиями. Глухая кирпичная стена расчленена на прясла столбами, имеющими двухскатное завершение. Плоскости прясел декорированы сдвоенными филёнками.
В 1920 году корпуса винных складов были реконструированы и заняты заводом «Электросвет» им. П. Н. Яблочкова. Базой организации завода явилась фабрика декоративной электрической арматуры Шмулевича К. Я. (после революции-Арматурная фабрика Государственного электротехнического треста). С 1929 года завод начал работать в электротехнической промышленности. Здесь выпускались всевозможные электротехнические изделия для промышленности и предметы широкого потребления — светильники, люстры, бра, фотоосветители и другие изделия. Заводская продукция использовалась при оборудовании московского метрополитена, устройстве освещения помещений Кремля и подсветки звёзд на кремлёвских башнях.
В 1973 году завод был включён в ПО «Электролуч», в 1988 году ПО преобразовано в НПО «Электролуч». В дальнейшем несколько раз меняло организационно-правовую форму: 1991 год — АОЗТ, с 1997 года — ЗАО. 2 сентября 2011 года ЗАО «Электролуч» было преобразовано в открытое акционерное общество. С 2015 года — АО.

## Современность
В 2006 году завод был выведен из Москвы в город Гагарин Смоленской области. В это же время основным акционером ЗАО «Электролуч», которому принадлежит комплекс зданий бывшего завода стала компания «Хорус Кэпитал».

ОАО «ЭЛЕКТРОЛУЧ». 2012 год

Компания «Хорус Кэпитал» приступила к реконструкции заводских корпусов под бизнес-центр класса «А», не меняя при этом исторический облик зданий. С целью сохранения исторического облика и выполнения в то же время требований к таким бизнес-центрам, было приглашено архитектурное лондонского бюро «Buschow Henley». 20 июня 2007 года состоялся запуск нового офисного проекта компании «Хорус Кэпитал» — ЛУЧ. Официальная презентация прошла в отеле «Метрополь» на которой присутствовал г-н Ральф Бушов, директор лондонского бюро «Buschow Henley».
В 2009 году ОАО «Интер РАО ЕЭС» для размещения своего офиса и офисов дочерних компаний приобрела у ЗАО «Хорус Кэпитал» ЗАО «Электролуч», активом которого являются офисные здания на территории бывшего завода «Луч».
В настоящее время закончена реконструкция без изменения исторического облика бывшей заводской столовой, которая переоборудована под ресторан «Луч».